# Dichotomius sexdentatus
Dichotomius sexdentatus är en skalbaggsart som beskrevs av Luederwaldt 1925. Dichotomius sexdentatus ingår i släktet Dichotomius och familjen bladhorningar. Inga underarter finns listade i Catalogue of Life.